# Quartiers de Besançon
Vous pouvez partager vos connaissances en l’améliorant (comment ?) selon les recommandations des projets correspondants.

Carte des quartiers de Besançon
01 : Centre-Chapelle des Buis
02 : Velotte
03 : Butte-Grette
04 : Battant
05 : Chaprais-Cras
06 : Bregille
07 : Saint-Ferjeux-Rosemont
08 : Montrapon-Montboucons
09 : Saint-Claude-Torcols
10 : Palente-Orchamps-Saragosse
11 : Vaîte-Clairs Soleils
12 : Planoise-Châteaufarine
13 : Les Tilleroyes
14 : Forêt de Chailluz

Cet article décrit les principaux quartiers de Besançon (au total 14) ainsi que les secteurs de ces derniers (environ une centaine, mais quelques dizaines seront mentionnés). Les quartiers de Besançon présentent une étonnante diversité, de Velotte aux allures de village champêtre à la vaste ZUP de Planoise en passant par La Boucle et Battant au patrimoine architectural remarquable.

## Quartiers
| Quartier                   | Date de construction                 | Superficie | Nombre d'habitants en 2021 | Place | Autres |
| -------------------------- | ------------------------------------ | ---------- | -------------------------- | ----- | --- |
| Planoise-Châteaufarine     | 1959-1962                            | 4,3 km2    | 17 742 hab                 | 1er   | Le plus grand quartier de la ville, avec un peu moins de 20 000 habitants                                                   |
| Chaprais-Cras              | XVIIIe siècle-XXe siècle             | 1,9 km2    | 15 596 hab                 | 2e    | Le second quartier de Besançon en nombre d'habitants.                                                                       |
| Saint-Claude-Torcols       | XVe siècle ?-1970                    | 7,8 km2    | 15 276 hab                 | 3e    | Le quartier porte le nom de saint Claude, un martyr chrétien                                                                |
| Montrapon-Montboucons      | 1960-1975                            | 5,1 km2    | 13 312 hab                 | 4e    | Avec les Montboucons, un ensemble de secteurs formant un même quartier                                                      |
| Palente-Orchamps-Saragosse | 1960-1965                            | 3,6 km2    | 10 876 hab                 | 5e    | Un quartier situé au Nord-Est de la ville, un des plus récents                                                              |
| Centre-Chapelle-des-Buis   | Romains, XVIIe siècle, XVIIIe siècle | 4,5 km2    | 10 735 hab                 | 6e    | Le centre historique de Besançon, aujourd'hui le centre-ville                                                               |
| Grette-Butte               | 1544-1960                            | 2,1 km2    | 8 370 hab                  | 7e    | Un quartier proche du centre-ville, qui présente une grande diversité                                                       |
| Saint-Ferjeux-Rosemont     | XVe siècle-1920                      | 3,1 km2    | 6 467 hab                  | 8e    | Le quartier porte le nom d'un autre martyr chrétien                                                                         |
| Clairs-Soleils-Vaites      | 1958-1968                            | 2,2 km2    | 5 525 hab                  | 9e    | Petit secteur entre les Orchamps et Bregille                                                                                |
| Battant                    | 1500?-1964                           | 0,7 km2    | 4 037 hab                  | 10e   | Ancien secteur des vignerons et des tanneurs, le quartier possède un formidable patrimoine                                  |
| Bregille                   | 1850?-1990                           | 3,5 km2    | 3 282 hab                  | 11e   | Colline pavillonnaire, jouxtant Clairs-Soleil                                                                               |
| Velotte                    | XVIIe siècle-1980                    | 4,9 km2    | 2 386 hab                  | 13e   | Le plus petit quartier de la commune, avec ses 2 000 habitants                                                              |
| Tilleroyes                 | 1890?-1995                           | 4,4 km2    | 2 328 hab                  | 12e   | 2e pôle d'emploi avec la zone industrielle des Trépillots                                                                   |
| Chailluz                   | 1000 ?-2009                          | 17 km2     | -                          | 13e   | Quartier forestier au Nord de la ville, pratiquement inhabité, population comptabilisée avec celle du quartier Saint-Claude |
| Total                      | Entre le XVe siècle et 2009          | 65,5 km2   | 116 775 hab.               | -     | - |

Sources : 
- BVV (magazine municipal) « Besançon Votre Ville Hors Série Décembre 2014 », sur Site Officiel de la Ville de Besançon (consulté le 22 décembre 2014)
- Les quartiers de Besançon (AUBAD) « Les quartiers de Besançon - Edition 2021 », sur Agence d'Urbanisme Besançon Centre Franche-Comté (consulté le 21 mai 2022).

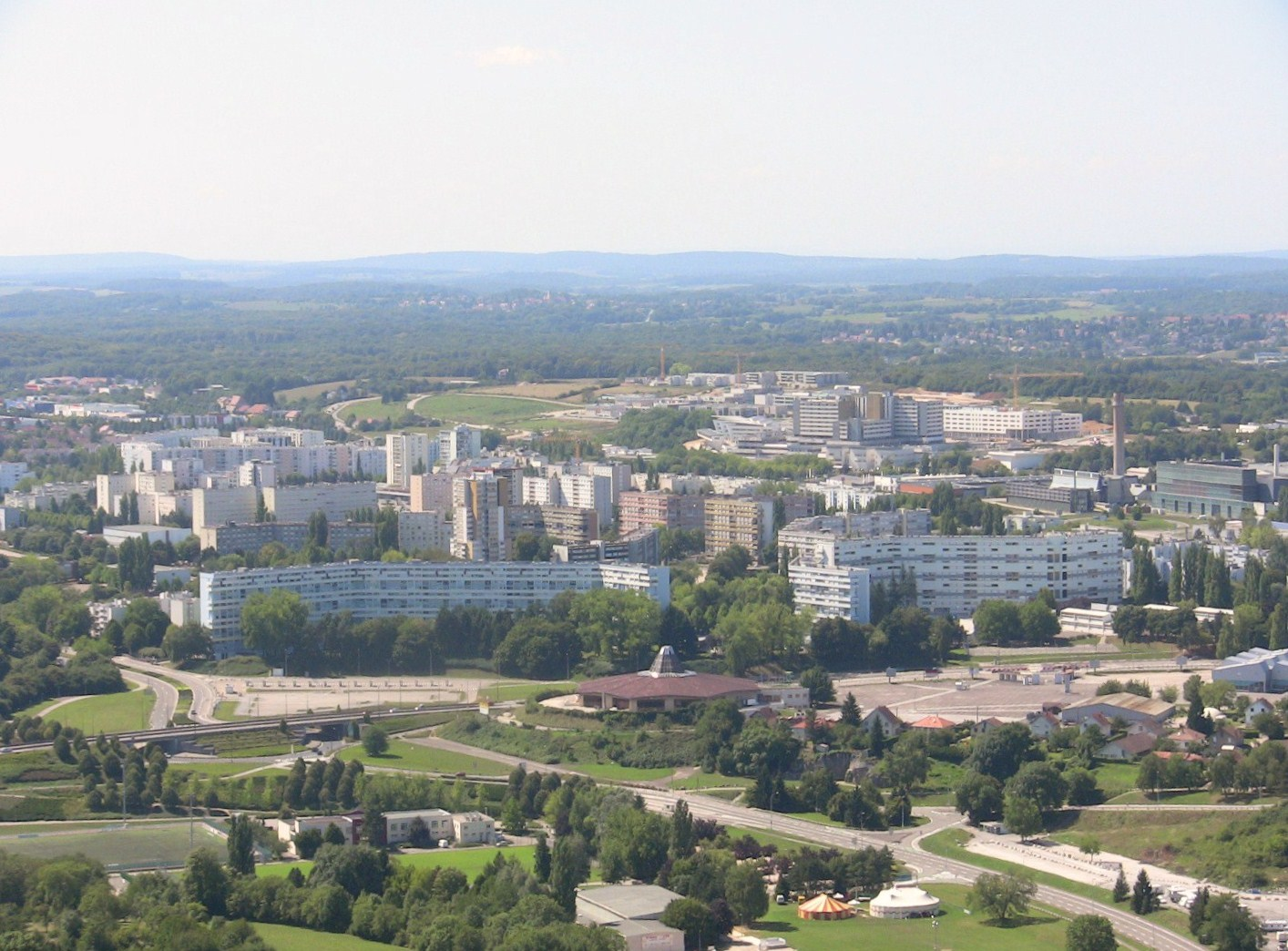
Un aperçu de Planoise

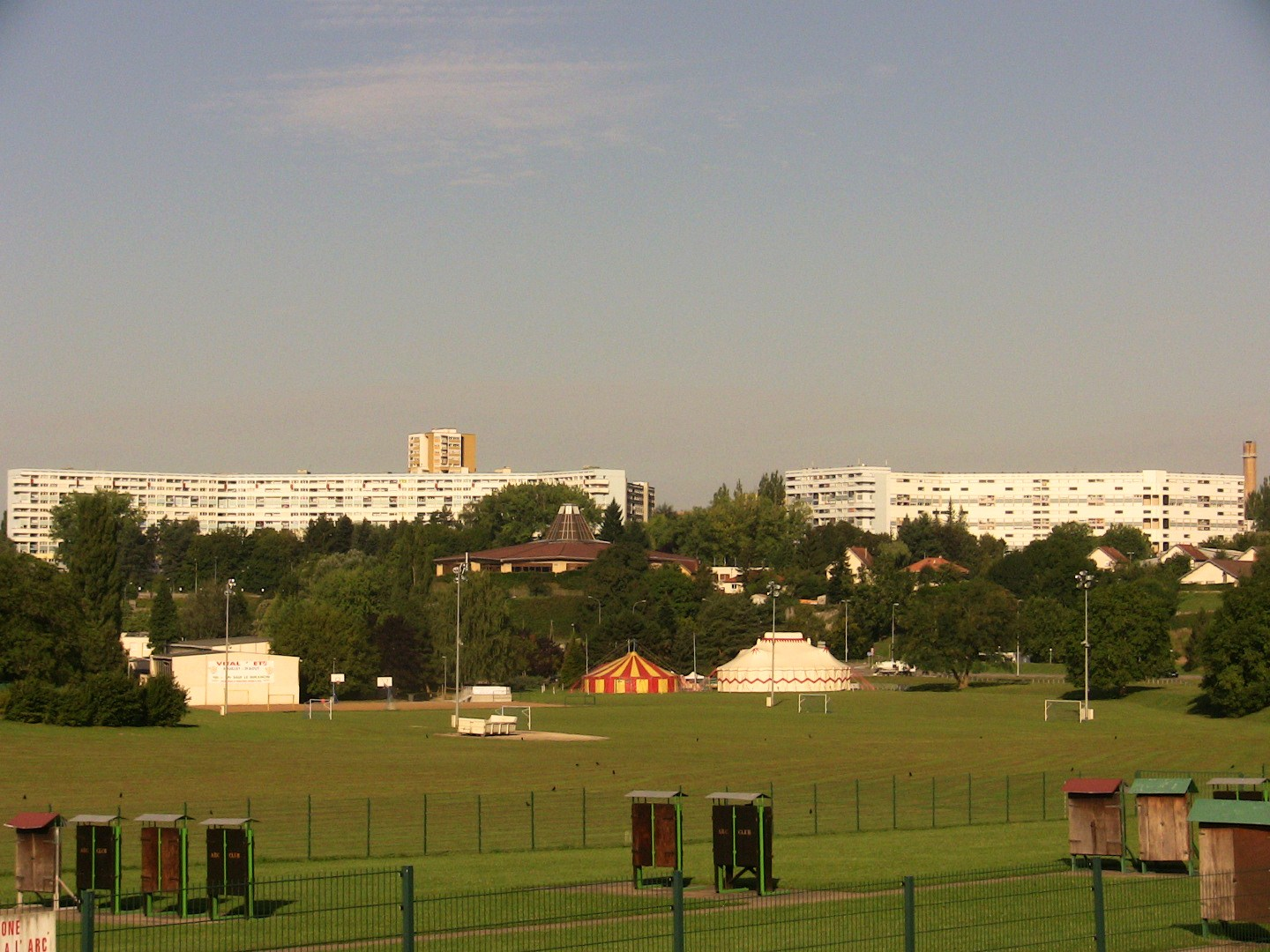
La Malcombe

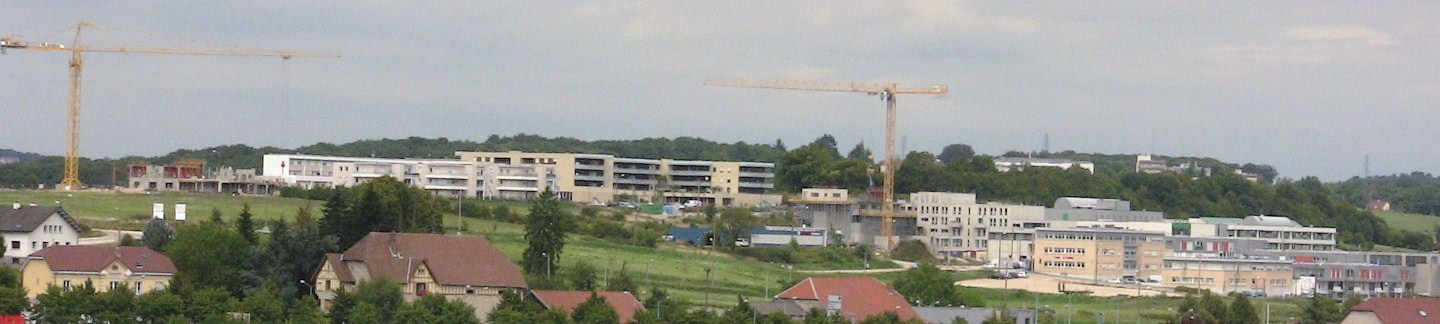
Les Hauts-de-Chazal

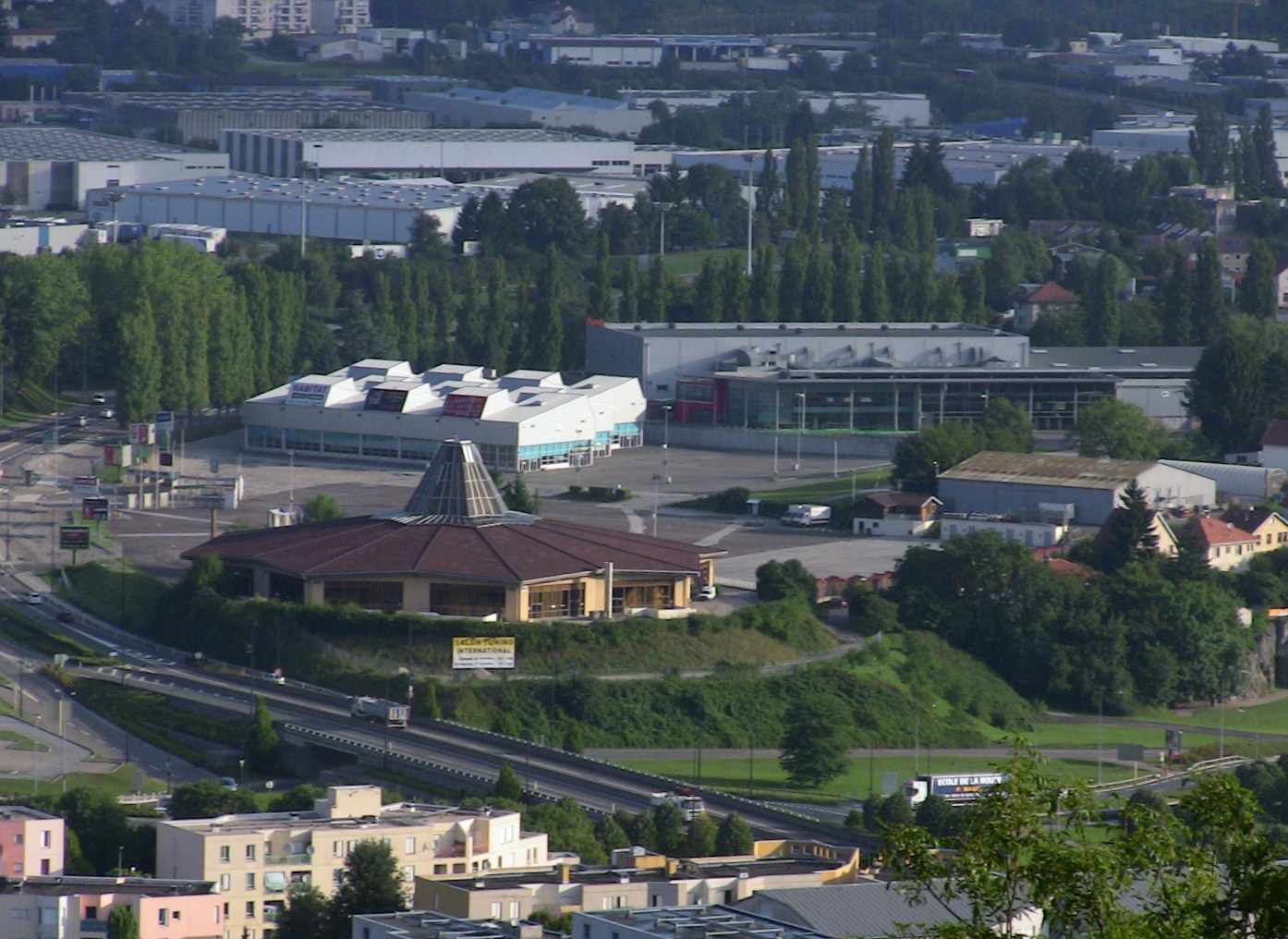
Micropolis

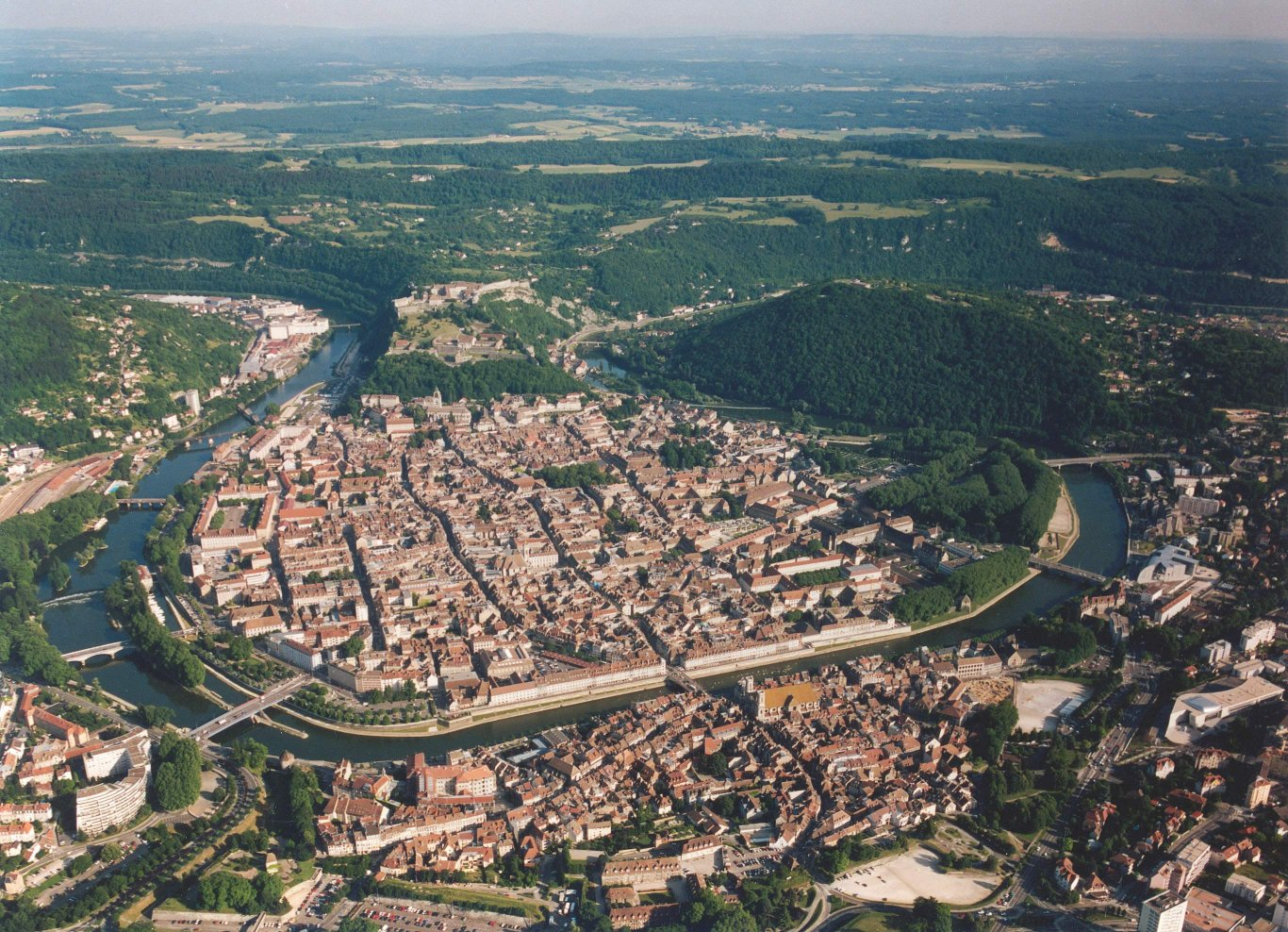
La Boucle, centre historique de Besançon.

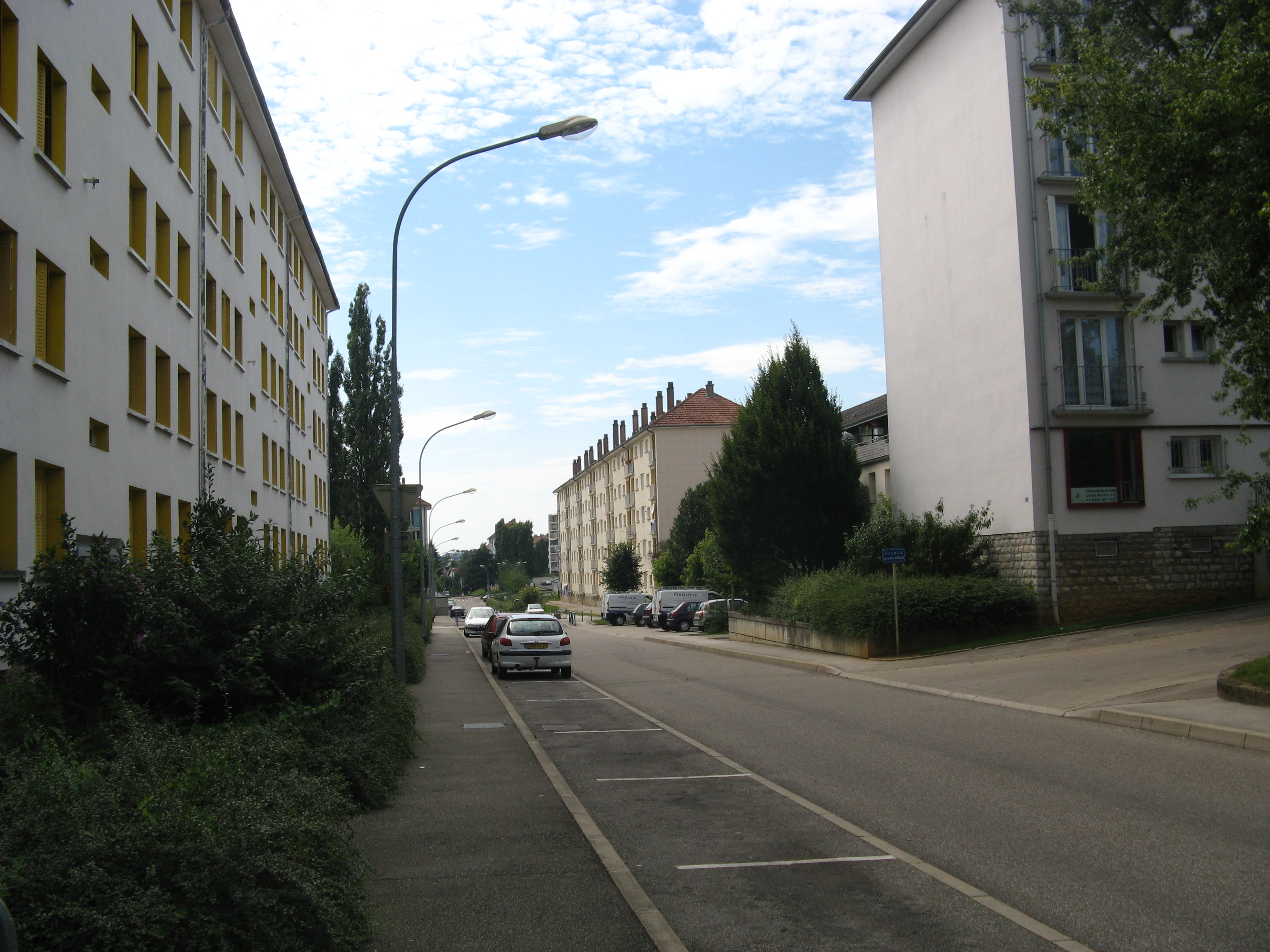
Les Orchamps.

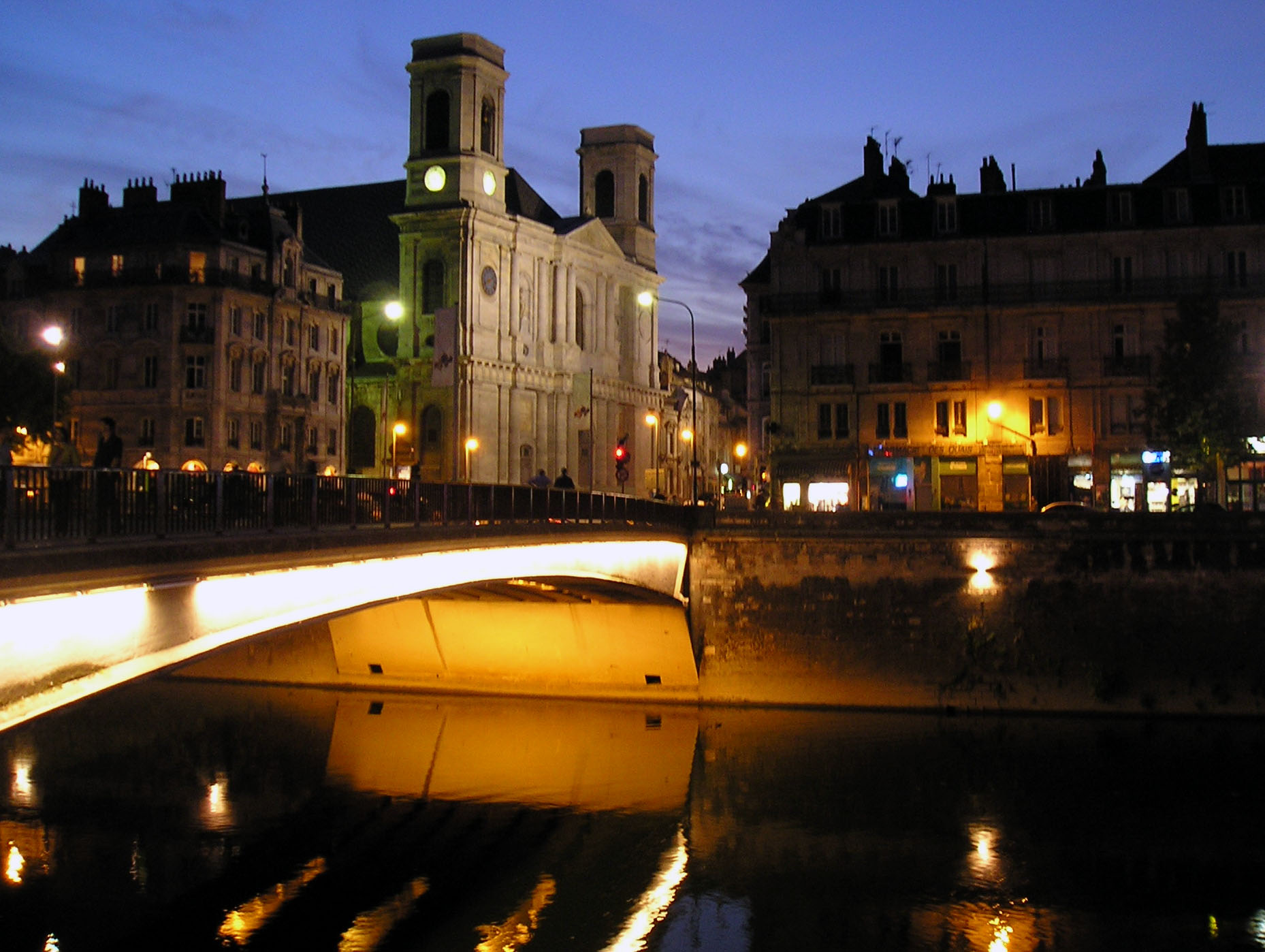
Battant.

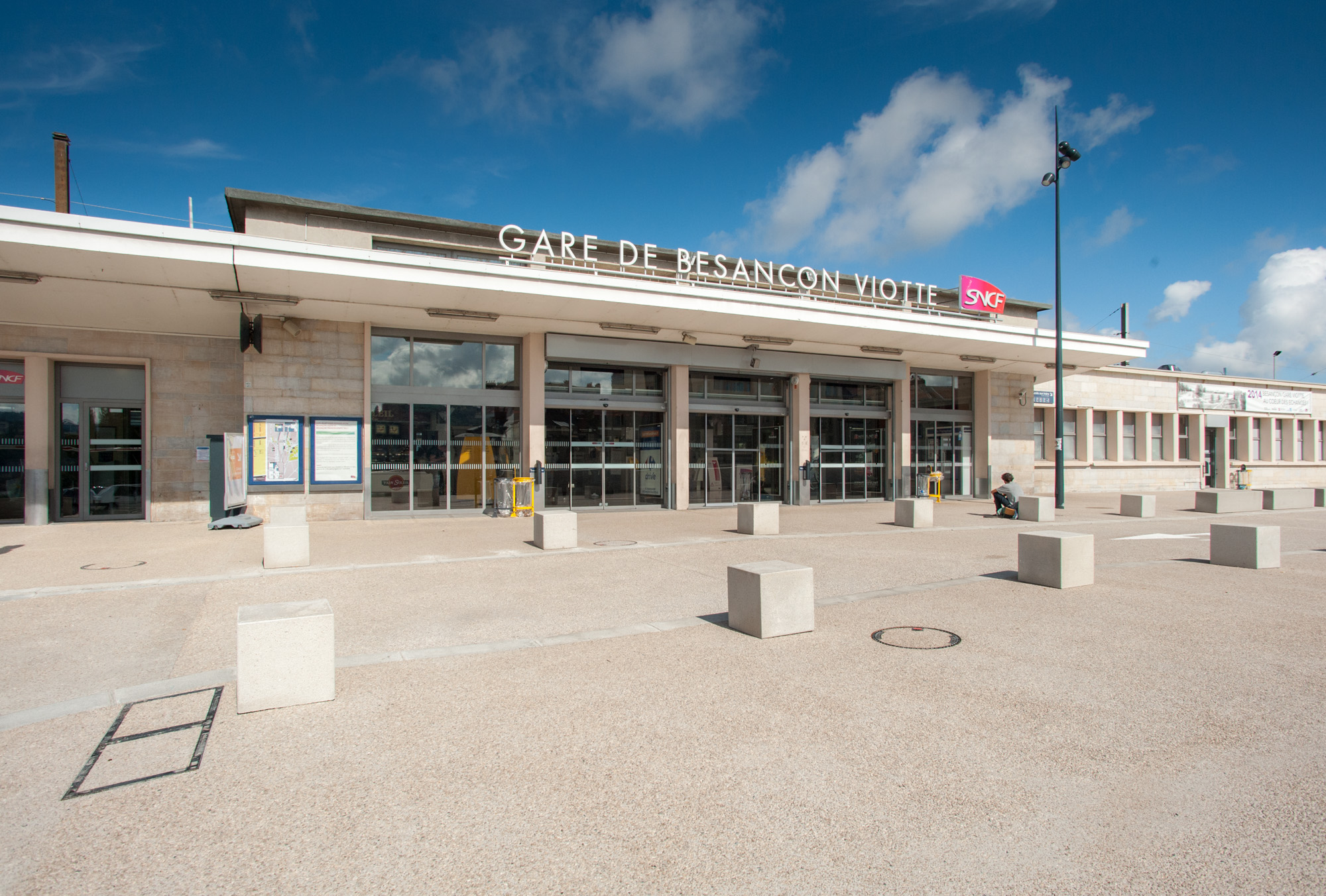
Gare de Besançon-Viotte, dans le secteur de la Viotte.

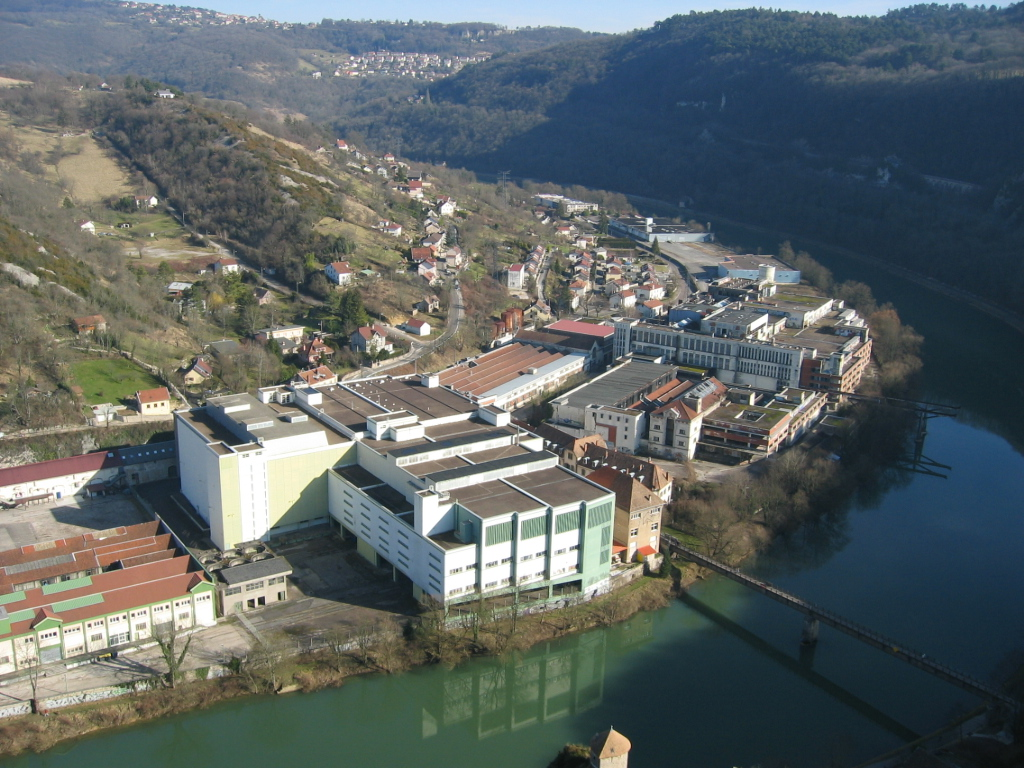
Les Prés-de-Vaux, à Bregille.

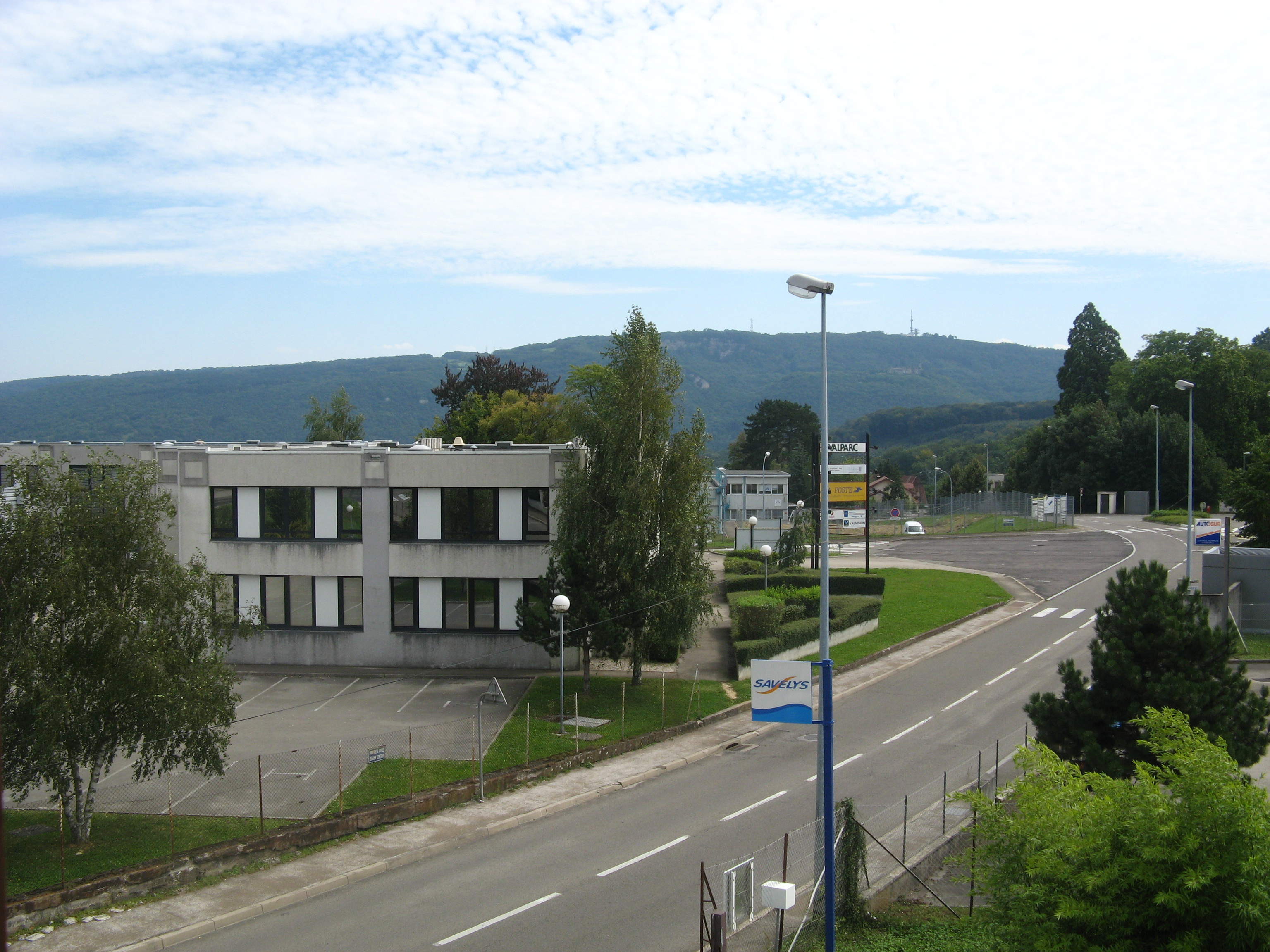
Zone industrielle de Palente.

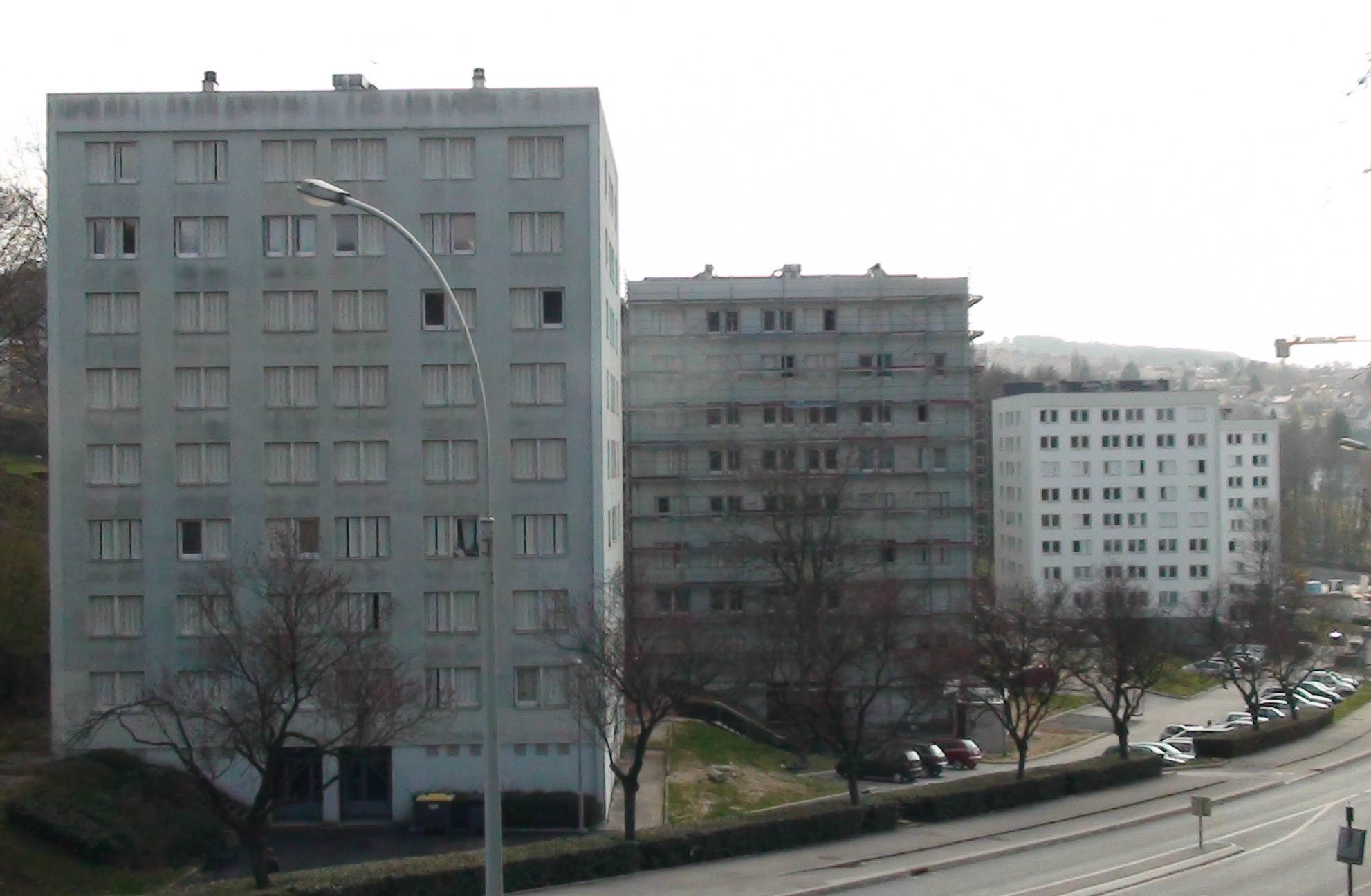
Les Clairs-Soleils.

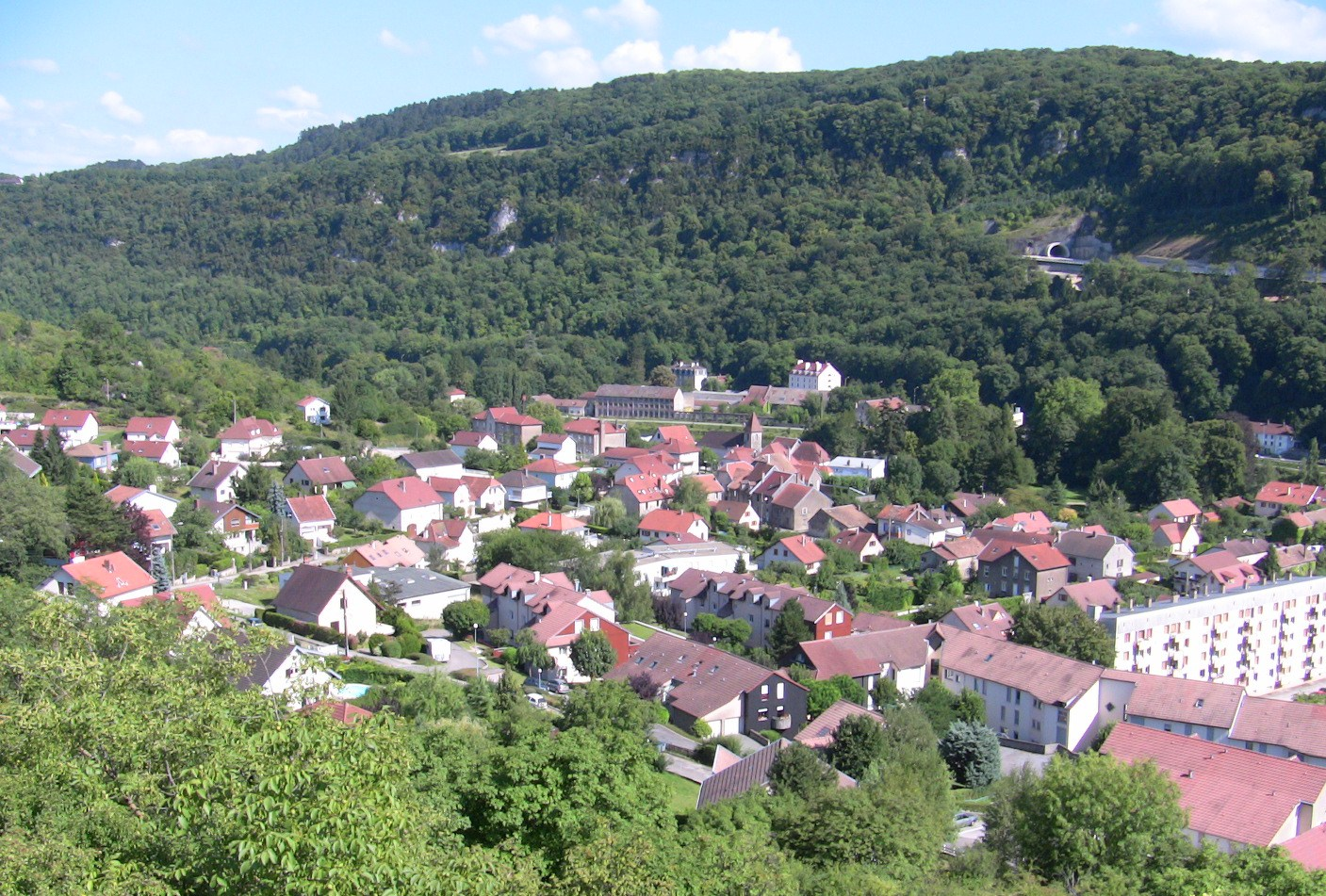
Velotte.

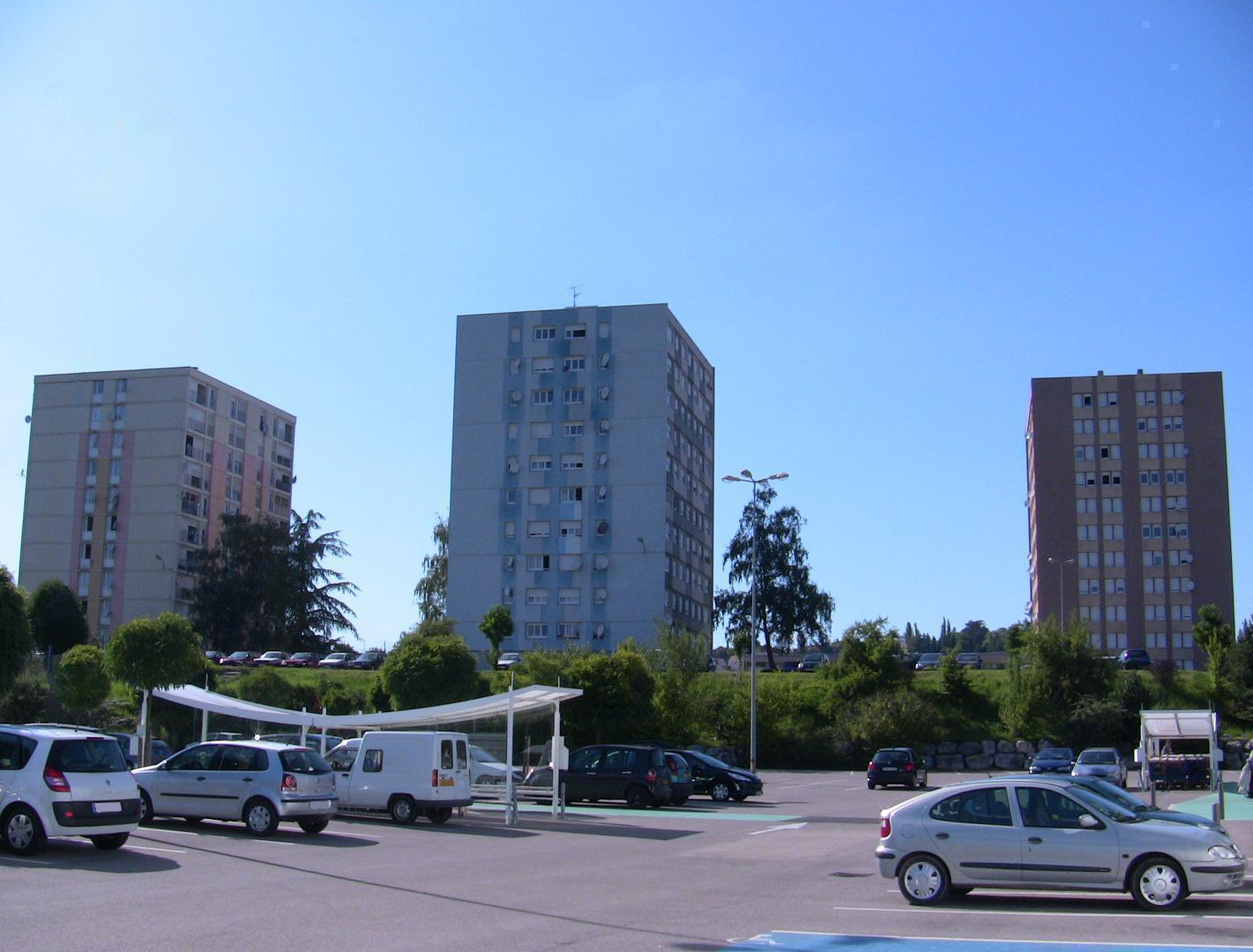
Des bâtiments de l'Amitié.

### Centre-Chapelle des Buis (La Boucle)
- Saint-Jean/Citadelle de Besançon
- La Chapelle-des-Buis
- Rivotte
- Tarragnoz
- La Gare d'eau
- Chamars
- L'Île Saint-Pierre
- L'Île Saint-Paul
- Sarrail
- République

### Velotte
- Port Douvot
- Chaudanne
- Les Vallières
- L'île de Malpas

### Butte-Grette
- La Grette
- Mazagran
- Le Polygone
- Les 408
- Villarceau
- Vieilles-Perrières
- Xavier-Marmier
- L'île des grands Bouez

### Battant
- Les Arènes (ancien quartier romain, aujourd'hui quartier très connu pour ses commerces musicaux)
- Marulaz

### Chaprais-Cras
Les Chaprais est un quartier proche du centre historique de la ville, le second plus grand (en nombre d'habitants) ; le nombre d'habitants au kilomètre carré est l'un des plus forts de la ville.
- Les Cras
- Fontaine-Argent
- La Mouillère
- Rotonde
- Chasnot

### Bregille
Le quartier de Bregille est divisé en plusieurs secteurs :
- Les Prés-de-Vaux
- Chaffanjon

### Saint-Ferjeux-Rosemont
Le quartier de Saint-Ferjeux est divisé par les zones suivantes :
- L'Amitié
- L'Oratoire
- Le Rosemont
- ZAC de la Pelouse
- Risler

### Montrapon-Montboucons
- Montrapon
- Fontaine-Écu
- Les Montboucons
- Les Founottes
- La Bouloie
- Témis
- Montjoux
- L'observatoire

### Saint-Claude-Torcols
- Viotte
- Les Torcols
- Les Graviers blancs
- Les Montarmots
- Trey
- Montjoux
- Rue de Vesoul

### Palente-Orchamps-Saragosse
- Orchamps
- La Combe-Saragosse
- Chopin
- Rue de Belfort

### Les Clairs-Soleils
- Vaites
- Chaffanjon

### Planoise-Châteaufarine
Avec ses 21 000 habitants environ, Planoise possède ses propres secteurs.
- Île-de-France
  - Centre Île-de-France
  - Cologne
  - RDB (rue de Bourgogne)
  - Zac de Vigny
  - Savoie
- Franche-Comté/Époisses
  - Centre Époisses
  - Renoir
  - RDD (rue de Dijon)
  - Champagne
- Cassin
  - Centre Cassin
  - Cassin-sud
  - ZAC Lafayette
  - Le parc urbain
  - La cuvette
  - La polyclinique/Vallieres
- La Malcombe

La Malcombe est un complexe sportif, un des mieux équipés de la ville.
- Micropolis

Micropolis est le nom du parc des expositions de Besançon.
- Châteaufarine

Chateaufarine est une zone commerciale, la plus grande de la région
- Hauts du Chazal

Les Hauts du Chazal est un nouveau secteur résidentiel, universitaire et tertiaire.

### Les Tilleroyes
- Trépillot
- Les Tremblots

### Chailluz
- Chailluz est une zone forestière, inhabitée.

## Autres  zones ou lieux-dits
- La Belle étoile, une bourgade de l'ouest de Besançon
- Les Marnières, une zone commerciale
- Espace Valentin, une autre zone commerciale